# Савана (котка)
Вижте пояснителната страница за други значения на Савана.
Савана е порода американска домашна котка, хибрид между сервал и домашна котка. Първата кръстоска е създадена през 1986 г.

## История
Първите две котета от бъдещата порода са родени на 7 април 1986 г. от домашна котка и баща сервал. Патрик Кели заедно с развъдчика Джойс Сроуф разработват основите на стандарта на новата порода. Породата е призната официално от Международната котешка асоциация TICA през 2001 г.

## Външен вид
Големи размери. Тегло между 7 и 14 кг. Главата е малка по отношение на тялото, с триъгълна форма. Дълга и мускулеста шия. Дълъг нос, овални очи в жълто, кехлибарено или златистозелено. Големи, високо разположени уши, широки в основата и закръглени в краищата. Дълги крайници с малки лапи, снабдени обаче с дълги нокти. Окраската наподобява тази на сервала.

## Характер
Много интелигентна котка, активна, общителна, любвеобилна. Обича да скача и да играе във вода. Подобно на кучетата са изключително предани към стопаните си и ги следват по петите из къщата. Възможно е да бъдат приучени да ги разхождат на каишка.